# 미국 수정 헌법 제18조

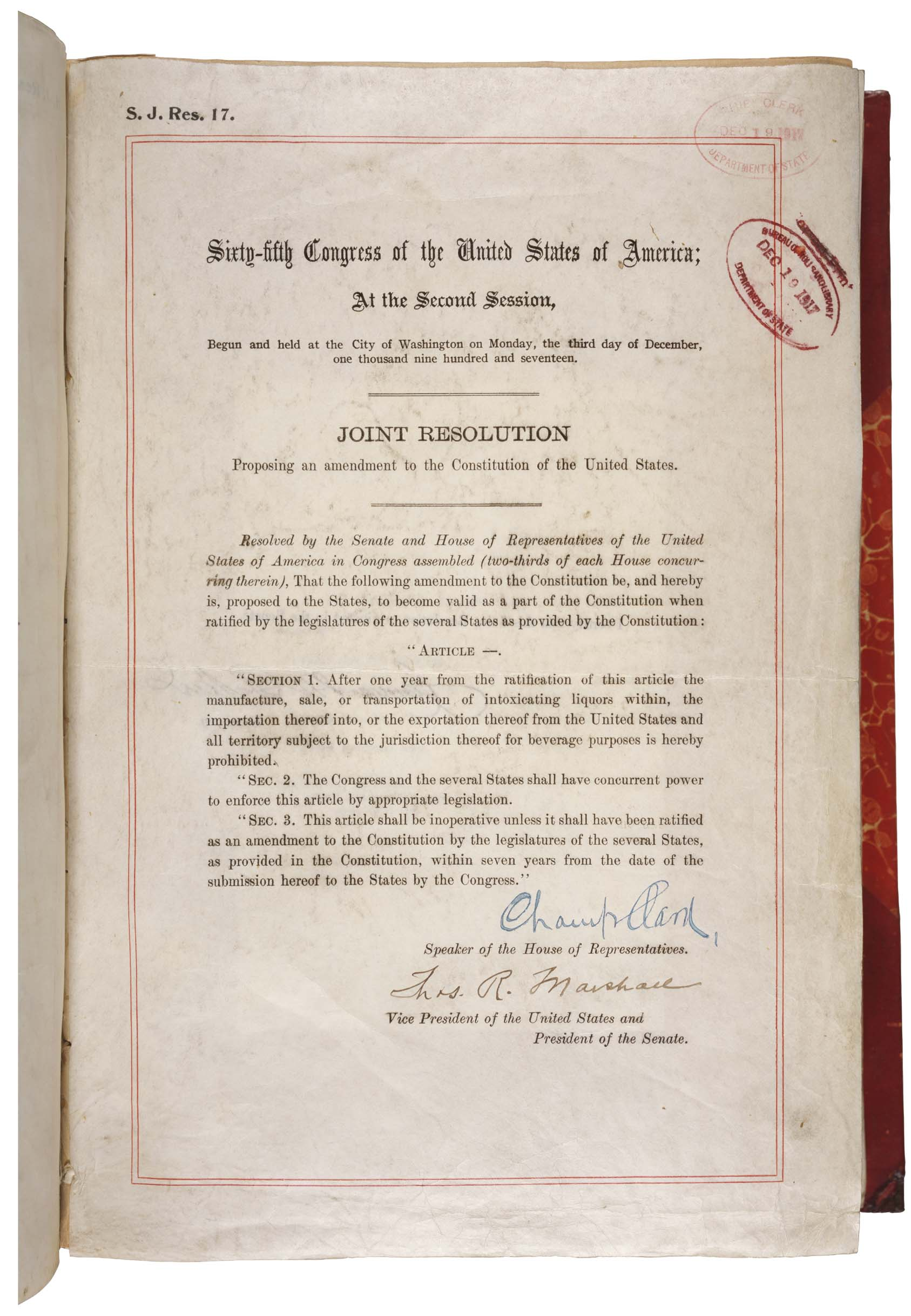

미국 수정 헌법 제18조(Amendment XVIII)는 음료용 알코올의 제조 및 판매 등을 금지하는 과거의 미국 헌법 수정 조항의 하나이다. 1920년 1월 16일 비준되었고, 그 다음 날에 효력을 발생하게 된 법률이다.
1933년에 미국 헌법 수정 제21조 비준에 의해 폐지되었다. 따라서 제21조 헌법 수정안은 이전의 헌법을 뒤엎은 유일한 헌법 수정안이 되었다.

## 전문
- 제1조

이 조항이 비준된 지 1년 후, 주류의 제조, 판매, 또는 운송, 수입, 수출은 미국과 모든 사법권이 미치는 영토에서 음료용 주료는 금지된다.
- 제2조

의회와 여러 주는 적절한 사법 조치를 취함으로써 이 조항을 동시에 강제할 수 있는 억제력을 행사한다.
- 제3조

이 조항은 여러 주의 입법 기관에 의해 헌법의 수정안으로써 상정된 지 7년 이내 비준받지 못한다면 무효화될 것이다.

## 배경
청교도의 영향이 강했던 지역에서는 알코올에 대한 강한 비판이 존재해 왔다. 1851년에 메인주가 최초로 금주법을 제정한 것을 시작으로, 20세기 초까지 18개 주에서 금주법을 실시하였다. 종교적인 이유 이외에도 남성이 건강에 해로운 술집에 틀어 박혀 가정 생활에 지장을 초래하는 것에 대한 여성의 비판은 여성을 중심으로 한 금주 운동을 뿌리깊게 했다. 거기에 제1차 세계 대전의 발발로 전시 곡물 부족을 예방한다는 경제적인 동기가 등장하여 전국적인 금주법 제정 분위기가 달아 올랐다. 또한 금주법에는 주조, 판매 업계를 좌지우지하는 독일계 미국인에 대한 반발 정서도 있었다고 보는 시각도 있다.
금주법을 미국에 적용하려면 헌법을 수정해야 되기 때문에 수정안이 의회에 제출되었다. 미국 헌법 수정 제18조는 1917년 12월 18일에 의회를 통과했다. 그러나 우드로 윌슨 대통령은 알코올 2.75% 이하의 주류 제외를 의회에 제의했지만 실패했다. 1919년 1월 16일에 3/4 주(당시 36주)의 비준이 완료되어 헌법 수정 조항이 발효되었지만, 이미 이 시점에서 금주법 도입의 명분 중 하나가 된 제1차 세계 대전은 끝이 났다. 그러나 헌법 개정안을 받은 의회는 〈볼스테드 법〉을 제정하여, 이듬해 1920년부터 미국 전역에서 금주법을 시행하였다.
금주법은 음료 알코올의 제조, 판매, 운송 등이 금지되었지만, 집에서의 음주는 금지되지 않았기 때문에 많은 부유층은 시행 전에 술을 대량으로 사재기하고 있었다.

## 같이 보기
- 미국의 금주법